# Dmytrij Nikolajtschuk
Dmytrij Nikolajtschuk (ukrainisch Дмитро Ніколайчук; * 20. März 1992) ist ein ukrainischer Mittelstreckenläufer, der sich auf die 1500-Meter-Distanz spezialisiert hat.

## Sportliche Laufbahn
Erste internationale Erfahrungen sammelte Dmytrij Nikolajtschuk im Jahr 2023, als er bei der 2. Liga der Team-Europameisterschaft im Rahmen der Europaspiele in Chorzów in 3:45,44 min auf den achten Platz über 1500 Meter gelangte. Im Jahr darauf gewann er bei den Balkan-Meisterschaften in Izmir in 3:44,41 min die Silbermedaille hinter dem Türken Mehmet Çelik.
2022 wurde Nikolajtschuk ukrainischer Meister im 1500-Meter-Lauf.

## Persönliche Bestzeiten
- 800 Meter: 1:49,24 min, 18. Juli 2018 in Luzk
  - 800 Meter (Halle): 1:50,66 min, 15. Februar 2019 in Kiew
- 1500 Meter: 3:43,81 min, 29. Juli 2023 in Luzk
  - 1500 Meter (Halle): 3:49,95 min, 19. Februar 2023 in Kiew